# Seznam zápasů české a německé hokejové reprezentace
Toto je seznam zápasů české a německé hokejové reprezentace na ZOH a MS.

## Lední hokej na olympijských hrách
| Datum     | Číslo | Česko | Výsledek | Zápas | ZOH  | Místo  | Branky České republiky                                                                                     |
| --------- | ----- | ----- | -------- | ----- | ---- | ------ | --- |
| 16.2.1994 | 1     | Česko | 1:0      | ZS    | 1994 | Gjøvik | Jiří Kučera                                                                                                |
| 15.2.2002 | 2     | Česko | 8:2      | ZS    | 2002 | Provo  | 2x Jaromír Jágr • Petr Sýkora • Milan Hejduk • Martin Havlát • Robert Lang • Patrik Eliáš • Robert Reichel |
| 15.2.2006 | 3     | Česko | 4:1      | ZS    | 2006 | Turín  | 2x Tomáš Kaberle • Jaromír Jágr • David Výborný                                                            |

## Mistrovství světa v ledním hokeji
| Datum     | Číslo | Česko | Výsledek | Zápas       | MS   | Místo      | Branky České republiky                                                                                              |
| --------- | ----- | ----- | -------- | ----------- | ---- | ---------- | --- |
| 20.4.1993 | 1     | Česko | 5:0      | ZS          | 1993 | Dortmund   | Kamil Kašťák • Jiří Doležal • Petr Hrbek • Radek Ťoupal • Josef Beránek                                             |
| 1.5.1996  | 2     | Česko | 6:1      | čtvrtfinále | 1996 | Vídeň      | David Výborný • Robert Reichel • Jiří Dopita • Roman Meluzín • Radek Bonk • Stanislav Neckář                        |
| 26.4.1997 | 3     | Česko | 2:1      | ZS          | 1997 | Helsinky   | Martin Procházka • Roman Šimíček                                                                                    |
| 5.5.1998  | 4     | Česko | 8:1      | ZS          | 1998 | Basilej    | 2x Radek Bělohlav • Jiří Vykoukal • František Kučera • David Výborný • Martin Procházka • Jan Hlaváč • Pavel Patera |
| 29.4.2001 | 5     | Česko | 2:2      | ZS          | 2001 | Kolín      | Viktor Ujčík • Radek Dvořák                                                                                         |
| 29.4.2002 | 6     | Česko | 7:5      | ZS          | 2002 | Jönköping  | 2x Tomáš Vlasák • Pavel Kubina • Zdeněk Sedlák • Petr Čajánek • Martin Procházka • David Výborný                    |
| 4.5.2003  | 7     | Česko | 4:0      | OS          | 2003 | Helsinky   | 2x Jan Hlaváč • Robert Reichel • David Výborný                                                                      |
| 28.4.2004 | 8     | Česko | 5:1      | ZS          | 2004 | Praha      | Václav Prospal • Jaromír Jágr • Jan Hlaváč • Martin Ručinský • Jan Hejda                                            |
| 3.5.2005  | 9     | Česko | 2:0      | ZS          | 2005 | Vídeň      | Pavel Kubina • Petr Sýkora                                                                                          |
| 3.5.2007  | 10    | Česko | 0:2      | OS          | 2007 | Mytišči    | Ne |
| 9.5.2011  | 11    | Česko | 5:2      | OS          | 2011 | Bratislava | Tomáš Plekanec • Michael Frolík • Karel Rachůnek • Tomáš Plekanec • Patrik Eliáš                                    |
| 15.5.2012 | 12    | Česko | 8:1      | ZS          | 2012 | Stockholm  | 2x Petr Koukal • Aleš Hemský • Lukáš Krajíček • Martin Erat • David Krejčí • Jiří Novotný • Miroslav Blaťák         |
| 10.5.2015 | 13    | Česko | 4:2      | ZS          | 2015 | Praha      | Michal Vondrka • Petr Koukal • Jakub Voráček • Jaromír Jágr                                                         |
| 23.5.2019 | 14    | Česko | 5:1      | čtvrtfinále | 2019 | Bratislava | 2x Jan Kovář • Jakub Voráček • Dominik Kubalík • Ondřej Palát                                                       |
| 26.5.2022 | 15    | Česko | 4:1      | čtvrtfinále | 2022 | Helsinky   | David Pastrňák • Roman Červenka • David Krejčí • Jiří Smejkal                                                       |
| 19.5.2025 | 16    | Česko | 5:0      | ZS          | 2025 | Herning    | 2x Jakub Flek • David Pastrňák • Lukáš Sedlák • Jakub Lauko                                                         |
| Zdroj     |       |       |          |             |      |            | |

## Světový pohár v ledním hokeji
| Datum     | Číslo | Česko | Výsledek | Zápas | SP   | Místo                  | Branky České republiky                                                                                    |
| --------- | ----- | ----- | -------- | ----- | ---- | ---------------------- | --- |
| 31.8.1996 | 1     | Česko | 1:7      | ZS    | 1996 | Garmisch-Partenkirchen | Jaromír Jágr                                                                                              |
| 3.9.2004  | 2     | Česko | 7:2      | ZS    | 2004 | Praha                  | Marek Židlický • Jiří Šlégr • Jaromír Jágr • Milan Hejduk • Patrik Eliáš • Martin Havlát • Václav Prospal |